# Placentofagia

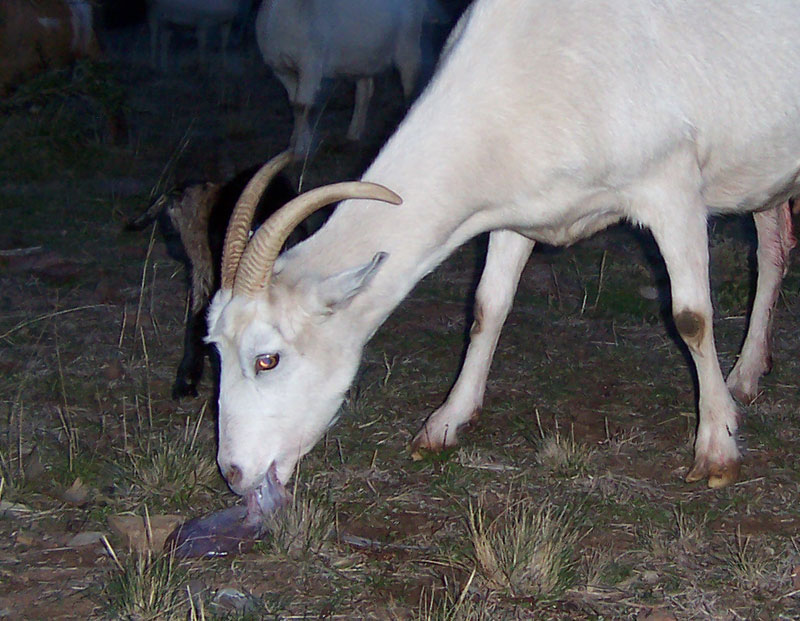
Una capra mangia la placenta

Placentofagia (da "placenta" e dal greco φαγειν, "mangiare") è una pratica effettuata dai mammiferi in cui solitamente la madre ingerisce la placenta del proprio nascituro dopo il parto. Questa pratica è diffusa anche fra gli esseri umani, anche se ha suscitato numerose critiche per i rischi alla salute dovuti a un'eventuale infezione batterica della stessa.
C'è anche una scuola di pensiero che ritiene che la placentofagia si verifichi per nascondere qualsiasi traccia del parto da predatori in natura. Molti mammiferi placentari partecipano alla placentofagia, compresi gli erbivori.
Tra gli esseri umani questa pratica era molto diffusa fino a fine XIX secolo; in Abruzzo, affinché le giovani madri che avevano appena partorito producessero latte a sufficienza per il nascituro, si faceva bollire una parte della placenta ed il brodo da essa ottenuto veniva somministrato alle madri anche a loro insaputa, credendo che aumentasse la produzione di latte. Questa pratica veniva effettuata anche in Campania e Toscana dove la placenta veniva mangiata insieme ad altre carni.

## Prevalenza
La placentofagia è una normalità nella maggior parte dei membri del gruppo tassonomico Eutheria. È stata osservata in animali che vanno dai roditori ai primati e persino in alcuni casi negli esseri umani. Lo studio più esteso è stato condotto su animali negli ordini Rodentia, Chiroptera, Lagomorpha, Carnivora, Perissodactyla, Artiodactyla e Primates. Eccezioni al comportamento onnipresente nei mammiferi possono essere osservate negli esseri umani, nei mammiferi marini e nei camelidi. Si suggerisce che la porzione di specie marine che non pratica la placentofagia sia quella che partorisce la prole in acqua perché i componenti benefici vengono dispersi all'espulsione dalla madre e che la domesticazione dei camelidi abbia sradicato il comportamento esercitando stress e pressione selettiva sulla specie.

### Nei conigli
La placentofagia nei conigli è eseguita esclusivamente da figure materne che hanno partorito di recente. Uno studio mostra che anche quando alle coniglie gravide e pre-parto viene presentato un pasto placentare, c'è poca partecipazione al comportamento, ma tutte le madri post-parto hanno mangiato la placenta. Se confrontato con il consumo di fegato, un'altra fonte proteica, la sola comparsa di placentofagia aumenta di circa il 55% nel breve periodo di 1-5 giorni successivo al parto. Il fegato è preferibile per le madri non gravide, gravide e pre-parto in modo coerente rispetto alle madri post-parto che scelgono di consumare solo placenta quando vengono presentate entrambe. Lo stesso studio ha anche esaminato l'interesse della placenta nelle coniglie gravide, hanno visto che nei giorni precedenti al parto gli animali erano più incuriositi dalla placenta quando veniva presentata, il che è stato dimostrato dall'aumento dell'annusamento della placenta. L'attrazione non è stata dimostrata verso il fegato. Ciò implica che vi sia un legame tra gli elementi che inducono sia il parto che la placentofagia nelle coniglie gravide. In alcuni casi la placentofagia è legata al cannibalismo nei conigli. Mentre la madre si impegna nell'atto di consumare la placenta, ingerisce accidentalmente anche il neonato.

### Nei ratti
La placentofagia è stata studiata più comunemente nei roditori, in particolare nei ratti. Sono state tratte molteplici conclusioni dalla letteratura disponibile. Una delle principali scoperte è che il consumo della placenta e dei materiali associati aumenta l'insorgenza e l'intensità del comportamento materno nei ratti. Il contatto aumentato tra l'adulto e il neonato è ciò che aumenta l'adozione del comportamento genitoriale. Oltre ad aumentare le tendenze genitoriali delle madri ratte, è stato visto che la placentofagia delle femmine di ratto da laboratorio svezzate quando la madre dà alla luce una cucciolata successiva, aumenta il comportamento di allogenitorialità verso i loro fratelli. Ulteriori ricerche hanno dimostrato che l'ingestione della placenta e del liquido amniotico influenza la tolleranza al dolore nelle ratte gravide attraverso l'aumento dell'analgesia mediata dagli oppioidi naturali. La produzione di oppioidi endogeni prodotti dal sistema nervoso centrale aumenta durante il processo di parto, il che aumenta la soglia del dolore della madre. Quando associato all'ingestione di placenta o liquido amniotico, si verifica un drastico aumento dell'effetto oppioide. Un test in cui ai ratti è stata data carne anziché placenta ha supportato il contributo dei componenti della placenta all'effetto oppioide potenziato, non mostrando alcun aumento della soglia del dolore della madre nel post-partum.

## Benefici ipotizzati
Ci sono numerosi benefici ipotizzati nella pratica della placentofagia sia nei mammiferi umani che non umani, che sono visti come la motivazione diretta per vari animali a impegnarsi nel consumo della placenta. Molti di questi benefici proposti sono stati da allora smentiti attraverso studi scientifici.

### Sazietà della fame
Alcune congetture iniziali erano direttamente collegate alla sazietà della fame materna specifica e generale. Queste si basavano sull'idea che prima del parto le madri cessassero di mangiare e quindi, subito dopo la nascita, consumassero la placenta per soddisfare una fame intensa. Un'ulteriore idea era quella della fame specifica, secondo la quale la figura materna partecipava alla placentofagia per ricostituire le risorse esaurite durante la gravidanza e contenute nella placenta. Ciò fu poi smentito da studi sui ratti e altre specie che mostravano che un'ampia gamma di animali non diminuisce in genere la quantità di cibo o acqua assunta prima del parto e che i ratti a cui veniva presentata la placenta la consumavano indipendentemente dalla gravidanza o dalla verginità.

### Pulizia e protezione contro la predazione
Un altro aspetto della placentofagia che inizialmente era considerato un motivo benefico per il suo verificarsi era che il consumo della placenta assicurava la pulizia del nido ed eliminava qualsiasi segno di prole nuova e vulnerabile. È stato suggerito che gli animali che nidificavano, che avrebbero poi allevato i loro piccoli all'interno del nido, traevano beneficio dall'avere un'area asettica. Inoltre, i predatori sarebbero stati attratti dal sito del parto dall'odore del sangue e del tessuto fetale, quindi l'ingestione della placenta avrebbe eliminato la capacità dei predatori di localizzare facilmente i neonati. Ciò a sua volta avrebbe fornito protezione ai piccoli indifesi. Questi benefici ipotizzati sono stati successivamente respinti perché l'atto di consumare la placenta avrebbe richiesto più tempo rispetto al semplice abbandono del sito del parto o alla rimozione della placenta dall'area di nidificazione, ognuno dei quali avrebbe fornito lo stesso beneficio che si presumeva fornisse la placentofagia.

### Aumento della soglia del dolore
Un'ipotesi ulteriore sul consumo materno di placenta nei mammiferi è che la placenta contenga composti che aumentano la tolleranza al dolore dopo il parto. Sebbene sia noto che durante la gravidanza e il travaglio vi sia un aumento naturale della produzione interna di encefaline ed endorfine che diminuiscono la sensazione di dolore, studi hanno indicato che il consumo di placenta da parte di ratti materni dopo il parto ha aumentato i numeri successivi di questi oppioidi. Ciò era dovuto al principio attivo presente nella placenta e nel liquido amniotico, il fattore di potenziamento degli oppioidi placentari (POEF). È importante notare che la placenta contiene anche liquido amniotico e gli scienziati ritengono che il suo consumo possa essere altrettanto importante nell'innalzamento della soglia del dolore quanto l'ingestione placentare. Il liquido amniotico viene probabilmente assunto inconsapevolmente pulendo l'area genitale prima o dopo il parto, o pulendo o baciando il neonato subito dopo l'espulsione.

## Evoluzione
La placentofagia si è evoluta indipendentemente in diversi lignaggi come adattamenti alle varie sfide affrontate dalle specie ancestrali. Il comportamento era in ultima analisi attraente per il soggetto materno sulla base dei benefici ipotizzati discussi sopra, ma forniva anche un qualche tipo di vantaggio. Sulla base di questo vantaggio, la placentofagia è sopravvissuta grazie alla selezione naturale che ha portato alla sua persistenza nelle specie di mammiferi.

## Placentofagia umana

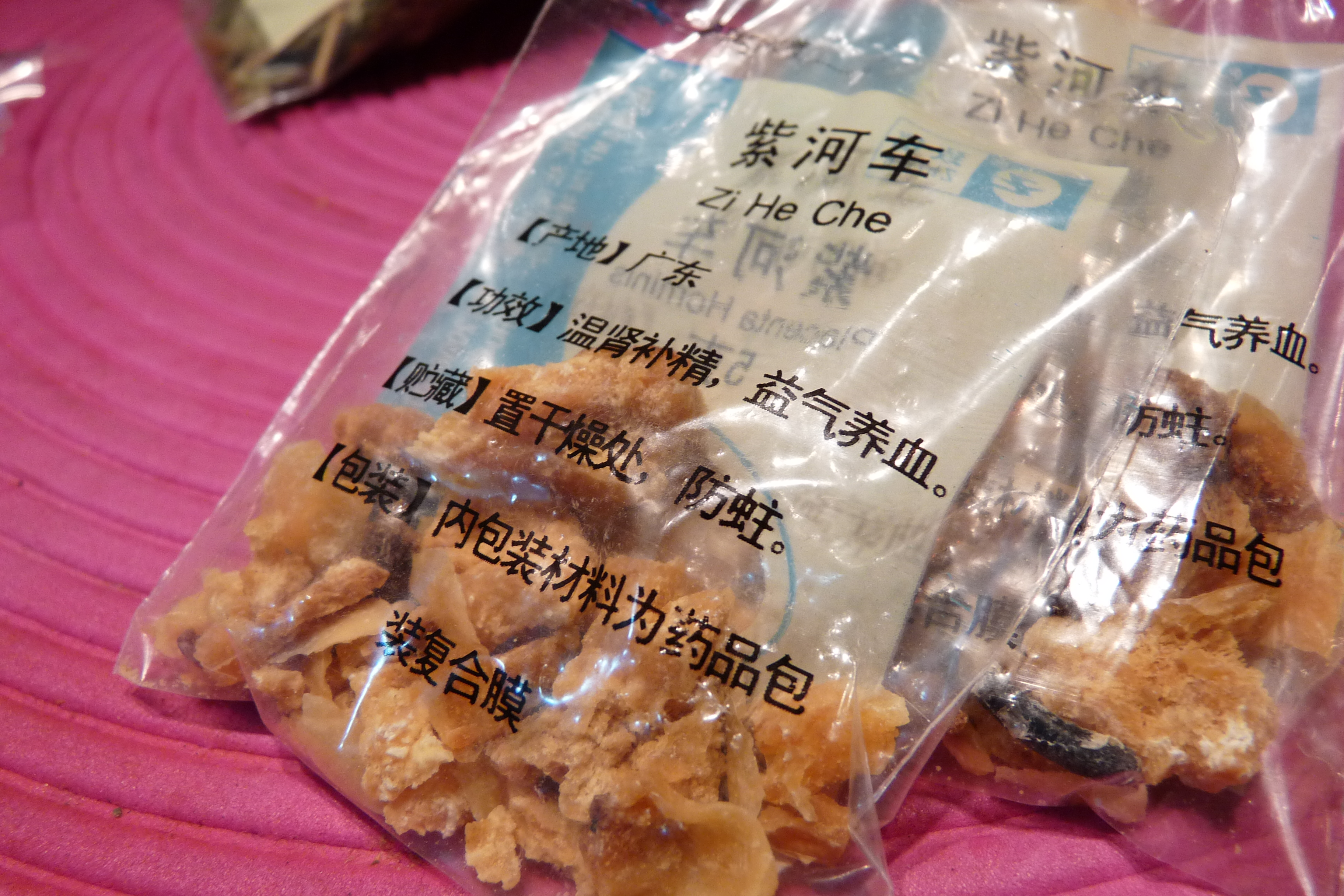
Placenta umana essiccata utilizzata come medicina (ziheche) (紫河车)

Sebbene la placenta sia venerata in molte culture, ci sono scarse prove che qualcuno mangi abitualmente la placenta dopo la nascita del neonato.
L'ostetrica e portavoce del Royal College of Obstetricians and Gynaecologists Maggie Blott contesta la teoria della depressione post-partum, affermando che non c'è alcuna ragione medica per mangiare la placenta: "Gli animali mangiano la loro placenta per ottenere nutrimento, ma quando le persone sono già ben nutrite, non c'è alcun beneficio, non c'è motivo di farlo". Sebbene nessuno studio scientifico abbia dimostrato alcun beneficio, è stato condotto un sondaggio da antropologi medici americani presso l'Università della Florida Meridionale e l'Università del Nevada - Las Vegas. Tra gli intervistati, circa tre quarti hanno affermato di aver avuto esperienze positive dal mangiare la propria placenta, citando "umore migliorato", "aumento di energia" e "miglioramento della lattazione".
La placenta umana è stata anche un ingrediente in alcune medicine tradizionali cinesi, incluso l'uso di placenta umana essiccata, nota come ziheche (cinese semplificato: 紫河车; cinese tradizionale: 紫河車; pinyin: Zǐhéchē), per trattare malattie debilitanti, infertilità, impotenza e altre condizioni. Negli anni 2010, il CDC ha pubblicato un rapporto su un neonato infetto da batteri Streptococcus di gruppo B (GBS) probabilmente dopo che la madre aveva ingerito capsule di placenta. Di conseguenza, il CDC ha affermato che l'ingestione di esse dovrebbe essere evitata e di educare le madri interessate all'incapsulamento della placenta sui potenziali rischi. Una recente pubblicazione ha consigliato ai medici di scoraggiare la placentofagia perché è potenzialmente dannosa e non ha benefici documentati.
Il famoso chef britannico Hugh Fearnley-Whittingstall, noto per la sua serie di programmi River Cottage, è noto per aver cucinato e mangiato una placenta umana in uno dei suoi programmi.
A pag. 104-7 del libro Return of the Straight Dope (1994) di Cecil Adams viene descritto un parto in casa, seguito da placentofagia, a Berkeley, in California.